# لوئیجی زامپا
لوئیجی ویتوریو اوگو زامپا (ایتالیایی: Luigi Zampa؛ ‏۲ ژانویهٔ ۱۹۰۵ – ۱۶ اوت ۱۹۹۱) کارگردان اهل ایتالیا بود. وی بین سال‌های ۱۹۳۳ تا ۱۹۷۹ میلادی فعالیت می‌کرد.

## گزیدهٔ آثار
- بسترهای بی‌بندوبار (۱۹۷۹)
- هیولا (۱۹۷۷)
- اسرار یک پرستار (۱۹۷۳)
- دختری در استرالیا (۱۹۷۱)
- اعتراض عمومی (۱۹۷۰)
- هرکس می‌تونه بازی کنه (۱۹۶۸)
- پزشک بیمه سلامت (۱۹۶۸)
- متخصص عشق (۱۹۵۸)
- دختران امروزی (۱۹۵۵)
- هنر مدارا (۱۹۵۴)
- زن رُمی (۱۹۵۴)
- دربارهٔ عشق و زندگی (۱۹۵۴)
- ما، زنان (۱۹۵۳)
- رم، پاریس، رم (۱۹۵۱)
- ۱۲ ساعت مهلت (۱۹۵۰)
- آنجلینا (۱۹۴۷)
- زندگی در صلح (۱۹۴۷)
- یک آمریکایی در رم (۱۹۴۶)
- ماجراهای فرا دیاولو (۱۹۴۲)
- دورا نلسون (۱۹۳۹)